# Colibrí amazília versicolor
El colibrí amazília versicolor (Amazilia versicolor) és una espècie d'ocell de la família dels troquílids (Trochilidae) que habita la selva humida, vegetació secundària i sabanes de les terres baixes per l'est dels Andes, des de l'est de Colòmbia i sud de Veneçuela, cap al sud, a través de l'Amazònia sud-est del Brasil fins al nord i l'est de Bolívia, el Paraguai i nord-est de l'Argentina.